# Нейрогенный шок
Нейрогенный шок — состояние организма человека, развивающееся вследствие повреждения спинного мозга, во время чего нарушается проведение импульсов симпатической нервной системы, а ничем не ограниченный тонус блуждающего нерва (лат. n.vagus) начинает доминировать. Ведущими клиническими признаками нейрогенного шока при повреждении спинного мозга являются артериальная гипотензия и брадикардия. По частоте повреждений отделов спинного мозга лидирует шейный, далее уровень грудопоясничного перехода позвоночника, реже грудной отдел и ещё реже уровень поясничного отдела позвоночника (повреждение конского хвоста). Нейрогенный шок должен быть дифференцирован от спинального шока, определяемого как арефлексию ниже уровня повреждения спинного мозга.

## Нейрогенный шок

### Патогенез кардиоваскуляторных нарушений
Для ясного понимания патогенетических механизмов развития кардиоваскуляторных нарушений необходимо остановиться на нейроанатомии отделов нервной системы, регулирующей деятельность сердечно-сосудистой системы.

#### Нейроанатомия
Центром регуляции сердечно-сосудистой системы являются одноименные ядра в продолговатом мозге. Этот центр, в свою очередь, подвержен влиянию импульсов коры головного мозга и подкорковых ядер. Парасимпатические импульсы из сердечно-сосудистых ядер продолговатого мозга достигают своих мишеней посредством волокон блуждающего нерва (n. vagus). Преганглионарные волокна образуют синапсы с постганглиональным парасимпатическими нейронами вблизи миокарда. Периферические сосуды не имеют парасимпатической иннервации.
Преганглинальные симпатические нейроны расположены в интермедиолатеральных ядрах боковых рогов Th1-L2 сегментов спинного мозга. Аксоны этих клеток выходят из сегмента спинного мозга в составе вентрального корешка и образуют синапс с постганглиональным нейроном, расположенным в паравертебральном симпатическом стволе. Волокна постганглиональных симпатических нейроном достигают сосуды и сердце в составе периферических нервов.

#### Патофизиологические механизмы
Помимо хорошо известных двигательных и чувствительных дефицитов при позвоночно-спиномозговой травме часто наблюдаются и автономные нарушения. Автономная нервная система играет очень важную роль в регуляции деятельности сердечно-сосудистой системы и контролирует такие параметры как артериальное давление и частота сердечных сокращений (ЧСС). Автономная нервная системы состоит симпатической и парасимпатической систем. Они взаимодействуют между собой антагонистически в зависимости от тех или иных приспособительных реакций организма. Парасимпатическая нервная система уменьшает ЧСС. В свою очередь, симпатическая нервная система увеличивает ЧСС, сократимость миокарда, а посредством вазоконстрикции также увеличивает общее периферическое сосудистое сопротивление и артериальное давление.
Регуляция артериального давления модулируется активностью супраспинальных центров (расположенных в головном мозге), которые через нисходящие проводящие пути посылают стимулирующие импульсы спинальным симпатическим преганглиональным нейронам. В результате позвоночно-спиномозговой травмы нисходящие проводящие пути спинного мозга прерываются и симпатические нейроны, расположенные здесь же, теряют способность генерировать сигналы симпатической нервной системы.
Таким образом, перерыв нисходящих проводящих путей спинного мозга приводит к снижению активности симпатической нервной системы и устранению её антагонистического воздействия на парасимпатическую часть, импульсы которой достигают своих мишеней через интактный блуждающий нерв. Снижение активности симпатической нервной системы приводит к снижению артериального давления, к потере нормальной приспособляемости сердечно-сосудистой системы и нарушению её рефлекторной регуляции.

### Клиническая картина
Чаще пациенты с нейрогенным шоком имеют низкое артериальное давление, кожа пациентов теплая и сухая. Эти симптомы появляются вследствие угнетения симпатической иннервации сердечно-сосудистой системы, приводящей к снижению возврата крови из периферического сосудистого русла, к снижение общего периферического сосудистого сопротивления (ОПСС) и к нарушению централизация кровотока. У пациентов может отмечаться гипертермия. При этом происходит выраженная потеря тепла.
Клиническая картина нейрогенного шока и тяжесть состояния пациентов во многом зависит от уровня повреждения спинного мозга. Повреждения, локализованные выше первого грудного сегмента спинного мозга (Th1), приводят к разрушению проводящих путей спинного мозга, контролирующих деятельность всей симпатической нервной системы (регулирующей нормальное функционирование множества систем органов, в том числе жизненно важные – сердечно-сосудистая, дыхательная и другие).
Повреждения, локализованные в сегментах спинного мозга начиная с первого грудного и ниже, лишь частично нарушают деятельность симпатической нервной системы. Тяжесть проявлений нейрогенного шока уменьшается вместе со снижением локализации патологии спинного мозга. Так, например, повреждения верхних грудных сегментов сопровождаются более тяжелой клинической картиной чем, к примеру, повреждение конуса спинного мозга (на уровне грудопоясничного перехода позвоночника).
Нейрогенный шок может сопровождать как полные (отсутствие двигательных и чувствительных функций ниже уровня повреждения), так и неполные (частичное нарушение функций спинного мозга ниже уровня повреждения) неврологические дефициты вследствие повреждений.
По данным С. Popa и соавторов, у всех пациентов с полным неврологическим дефицитом вследствие позвоночно-спиномозговой травы (ASIA A или B) отмечается брадикардия, у 68% из них наблюдается артериальная гипотензия, для коррекции которой у 35% пациентов требуется введение вазопрессоров, а у 16% - наблюдается тяжелая брадикардия, переходящая в аситолию (остановка сердца). В отличие от предыдущих, пациенты с неполным неврологическим дефицитом вследствие позвоночно-спиномозговой травмы (ASIA С или D) имеют брадикардию в 35 - 71 % случаев и лишь у немногих из них отмечается артериальная гипотензия, требующая вазопрессорной поддержки, и очень редко развивается остановка сердца.

### Дифференциальная диагностика
Диагноза нейрогенного шока должен быть выставлен после исключение других критических состояний, имеющих схожую клиническую картину. Нейрогенный шок должен быть дифференцирован от других типов шока, в частности гиповолемических. У пациентов с тяжелой травмой низкое артериальное давление может быть обусловлено продолжающимся кровотечением. Таким образом, тактически правильно в первую очередь исключить у пациента геморрагический шок. Ключевыми диагностическими критериями нейрогенного шока являются артериальная гипотензия, брадикардия, неврологическая дисфункция, теплая и сухая кожа пациента.

### Лечение

#### Лечебная тактика в приемном отделении
Внимание! Информация предназначена для обучающихся и действующих специалистов в области медицины, не является руководством к действию и преподносится для дополнительного образования.  
Первичный осмотр и лечебная тактика при подозрении нейрогенного шока не отличается от таковой при оказании помощи травмированным пациентам и включается в себя неотложную диагностику и коррекцию жизнеугрожающих нарушений.
1. Контроль параметров дыхательной системы и проходимости дыхательных путей.
2. Иммобилизация (внешняя фиксация) поврежденного отдела позвоночника.
3. Внутривенная инфузия растворов кристаллоидов для поддержания среднего артериального давления на уровне более 70 мм. рт. ст. Для предотвращения чрезмерных вливаний может быть установлен катетер в легочную артерию, позволяющий мониторировать гемодинамический ответ. Если внутривенное введение растворов неэффективно, для поддержания адекватной перфузии тканей организма  могут быть дополнительно введены инотропные агенты, такие как дофамин в дозе от 2,5 до 20,0 мкг/кг/мин и добутамин в дозе от 2,0 до 20,0 мкг/кг/мин.
4. Если необходимо, для купирования тяжелой брадикардии может быть использовано внутривенное введение 0,5 – 1,0 мг атропина каждые 5 минут до суммарной дозы 3,0 мг.
5. При наличии неврологического дефицита в первые 8 часов с момента травмы должна быть проведена гормональная противоотечная терапия глюкокортикоидами по схеме: в течение первых 15 минут болюсно вводится метилпреднизолон в дозе 30 мг/кг, после чего введение препарата продолжается в течение следующих 23 часов со скоростью 5,4 мг/кг/ч.
6. Пациенты с нейрогенным шоком в экстренном порядке должны быть проконсультированы травматологом-ортопедом и нейрохирургом для выявления повреждений позвоночника, осложненных ушибом и компрессией спинного мозга для оказания неотложной хирургической помощи.[2]